# Good Timing
Good Timing è il terzo album in studio del gruppo musicale sudcoreano B1A4, pubblicato nel 2016.

## Tracce
1. Time (Intro) – 1:02
2. A lie (거짓말이야) – 3:28
3. Crushing on You Again (너에게 한 번 더 반하는 순간) – 3:54
4. Good Timing – 3:32
5. Nightmare (악몽) – 3:25
6. In a Dream (꿈에) – 3:39
7. Sparkling – 3:37
8. To My Star – 3:06
9. Melancholy (멜랑꼴리) – 3:07
10. I Will Find You (내가 널 첮을게) – 3:37
11. Drunk on You – 3:05
12. Together (함께) – 3:27
13. When It Snows (CD Only) (눈이 오면)